# Sueño dorado
Sueño dorado es el primer álbum en vivo de Abel Pintos, y el octavo en su discografía, editado en 2012 por Sony Music.
El disco consiste en un concierto intimista de Abel, realizado en la Ciudad Sagrada de los Indios Quilmes, Provincia de Tucumán.
El proyecto plasma el crecimiento de un gran artista en un espacio natural como la Ciudad Sagrada de los Indios Quilmes, un lugar con mucha mística e historia para contar. El repertorio es un repaso de las distintas etapas de su carrera como autor y como intérprete en un set donde se combinan sonidos acústicos, folklóricos y electrónicos. El concierto se realizó al amanecer, mientras el sol teñía el paisaje, en total soledad con los músicos. El equipo técnico estuvo compuesto por más de 50 personas y la grabación contó con el apoyo de la comunidad indígena de los Quilmes. 
Sueño dorado es un hecho discográfico diferente en su trayectoria. Fue coproducido por el propio Abel Pintos y el productor y músico Juan Blas Caballero, y grabado íntegramente en HD con 6 cámaras -en tiempo real- utilizando la luz natural del sol.

## Lista de canciones
| N.º | Título                   | Escritor(es)                                                | Duración |  |
| 1.  | «Quien pudiera»          | Abel Pintos - Ariel Pintos                                  | 3:27     |  |
| 2.  | «El beso/Quisiera»       | Abel Pintos - Ariel Pintos / Abel Pintos                    | 2:53     |  |
| 3.  | «La llave»               | Abel Pintos - Alfredo F. Hernández - Enzo Pauletti          | 4:20     |  |
| 4.  | «Sueño dorado»           | Abel Pintos - Ariel Pintos                                  | 3:42     |  |
| 5.  | «Cactus»                 | Gustavo Cerati                                              | 3:49     |  |
| 6.  | «No me olvides»          | Abel Pintos - Ariel Pintos - Enzo Pauletti                  | 3:32     |  |
| 7.  | «Todo está en vos»       | Abel Pintos - Ariel Pintos - Ángel González - Enzo Pauletti | 3:33     |  |
| 8.  | «Ofrezco»                | Abel Pintos                                                 | 3:26     |  |
| 9.  | «Sin principio ni final» | Abel Pintos                                                 | 3:51     |  |
| 10. | «Hasta aquí»             | Abel Pintos - Ariel Pintos                                  | 3:20     |  |
| 11. | «Tiempo»                 | Abel Pintos - Ariel Pintos                                  | 3:51     |  |
| 12. | «El antigal»             | Daniel Toro - Lito Nieva - Ariel Petrocelli                 | 4:41     |  |

| Lista de vídeos - DVD |                                    |          |  |
| N.º                   | Título                             | Duración |  |
| 1.                    | «Quien pudiera» (En vivo)          | 3:28     |  |
| 2.                    | «El beso/Quisiera» (En vivo)       | 2:53     |  |
| 3.                    | «La llave» (En vivo)               | 4:21     |  |
| 4.                    | «Sueño dorado» (En vivo)           | 3:50     |  |
| 5.                    | «Cactus» (En vivo)                 | 3:32     |  |
| 6.                    | «No me olvides» (En vivo)          | 3:33     |  |
| 7.                    | «Todo está en vos» (En Vivo)       | 3:34     |  |
| 8.                    | «Ofrezco» (En vivo)                | 3:28     |  |
| 9.                    | «Sin principio ni final» (En vivo) | 3:51     |  |
| 10.                   | «Hasta aquí» (En vivo)             | 3:20     |  |
| 11.                   | «Tiempo» (En vivo)                 | 3:51     |  |
| 12.                   | «El antigal» (En vivo)             | 4:43     |  |
| 13.                   | «Documental»                       | 4:31     |  |

## Posicionamiento en listas

### Anuales
| Listas (2012)     | Mejor posición |
| ----------------- | -------------- |
| Argentina (CAPIF) | 8              |

## Certificaciones
| País      | Organismo certificador | Certificación | Ventas certificadas | Ref.  |
| --------- | ---------------------- | ------------- | ------------------- | ----- |
| Argentina | CAPIF                  | 5× Platino    | 100 000             | [ 3 ] |